# خئومنو
خئومْنو (به لاتین: Chełmno، تلفظ: [ˈxɛu̯mnɔ] ()) یک شهرک در لهستان است که در شهرستان خئومنو واقع شده‌است.

## خصوصیات
خئومنو ۱۳٫۵۶ کیلومترمربع مساحت و ۲۰٬۳۸۸ نفر جمعیت دارد و ۷۵ متر بالاتر از سطح دریا واقع شده‌است. قبل از جنگ جهانی دوم این شهر بخشی از آلمان و پیش از آن پادشاهی پروس بود. با شکست آلمان در جنگ جهانی دوم، طی عملیات تسویه قومی از سکنه آلمانی خالی و جای آن‌ها با لهستانی‌ها پر شد.

## خواهرخوانده
- هان. موندن

## اهالی نامدار
- هاینتس گودریان، ژنرال آلمانی